# ایوان پولکا

کوارتت ایوان پولکا

ایوان پولکا (Savo Finnish for Ieva's Polka: به گویش اصیل فنلاندی منطقه ساونیا: ایواس پولکا) یک آهنگ محبوب فنلاندی زبان است که در سال ۱۹۲۸ توسط اینو کتتونن نوشته شده و با موسیقی فولکلور و رقص پولکای فنلاندی اجرا شده‌است. این آهنگ با گویش بسیار سخت و تاریخی مردم کارلیای شمالی و ساونیای شرقی فنلاند خوانده می‌شود. ابتدای ترانه به پسر جوانی اشاره می‌کند که دوستدار دختری به نام ایوا (در گویش اصیل فنلاندی اوا معادل گویش ایو در زبان انگلیسی به معنای حوا) است. دختری که دوست دارد با این آواز پولکا برقصد و سرآخر بی‌خبر از مادرش، به همراه جوان راهی می‌شود. یک نکته مهم دربارهٔ پیشینه این آهنگ بحث سنتی و تاریخی بودن آن است. این مطلب برای مردم کشورهای نوردیک حل شده‌است که این آواز سنتی عمر درازی ندارد اما عمده علاقمندان به این آواز غالباً به اشتباه تصور دارند که ایوان پولکا دارای پیشینه بسیار بسیار قدیمی است در حالیکه هنوز حق نشر برای اینو کتتونن دارای اعتبار است.

## پیشینه
ملودی ایوان پولکا، به ساوی‌تای‌پالن پولکا (Savitaipaleen polkka) در کارلیای جنوبی معروف است. همچنین رقص پولکای فنلاندی به همراه این آواز بسیار شبیه رقص محلی روسیه اسملیانینو گوسلینگ است. با توجه به هم‌مرز بودن فنلاند و روسیه در کارلیا این تاثیرپذیری ریشه تاریخی دارد. کارلیا (روسی: Карелия‎) منطقه‌ای در اروپای شمالی است که برای فنلاند، روسیه و سوئد دارای اهمیت تاریخی است و امروزه میان جمهوری کارلیا و استان لنینگراد در روسیه و کارلیای شمالی و کارلیای جنوبی در فنلاند تقسیم شده‌است.

## محبوبیت
ایوان پولکا در فرهنگ عامه به یکی از مشهورترین آهنگ‌های فنلاندی در جهان تبدیل شده‌است. این آهنگ پس از جنگ جهانی دوم بسیار محبوب بود، ولی غروب محبوبیت نیز به همراه داشت. تقریباً در دهه ۷۰ و ۸۰ با توجه به ظهور موسیقی‌های پاپ و راک و زیرمجموعه‌های آن‌ها ایوان پولکا فراموش شد. این آهنگ در سال ۱۹۹۵ به زیبایی و با فولکور سنتی فنلاندی توسط گروه لویتوما اجرا و منتشر و به سرعت با استقبال جهانی روبرو شد. کنکئیسکایات از جمله گروه‌های فنلاندی بود که در در مسابقه آواز یوروویژن ۲۰۱۰ به عنوان نماینده این کشور حضور داشت و پیش از این ایوان پولکا را اجرا کرده بود.